# Państwowa Agencja Kosmiczna Ukrainy

Logo Państwowej Agencji Kosmicznej Ukrainy

Państwowa Agencja Kosmiczna Ukrainy (ukr. Державне космічне агентство України) – ukraińska agencja rządowa odpowiedzialna za politykę i programy kosmiczne. Wraz z Ukroboronpromem i Antonowem jest głównym państwowym kompleksem narodowego przemysłu obronnego Ukrainy. Agencja powstała w 1992 roku na bazie infrastruktury radzieckiego programu kosmicznego pozostałej na Ukrainie po rozpadzie Związku Radzieckiego. 
Agencja nadzoruje szereg przedsiębiorstw i organizacji na Ukrainie, m.in. Jużmasz (największe ukraińskie przedsiębiorstwo przemysłu rakietowo-kosmicznego z siedzibą w Dnieprze. Projektant i producent międzykontynentalnych pocisków balistycznych ICBM, rakiet nośnych, statków kosmicznych, silników rakietowych i innych produktów zaawansowanych technologii). 